# Dobrá Voda (Malčín)

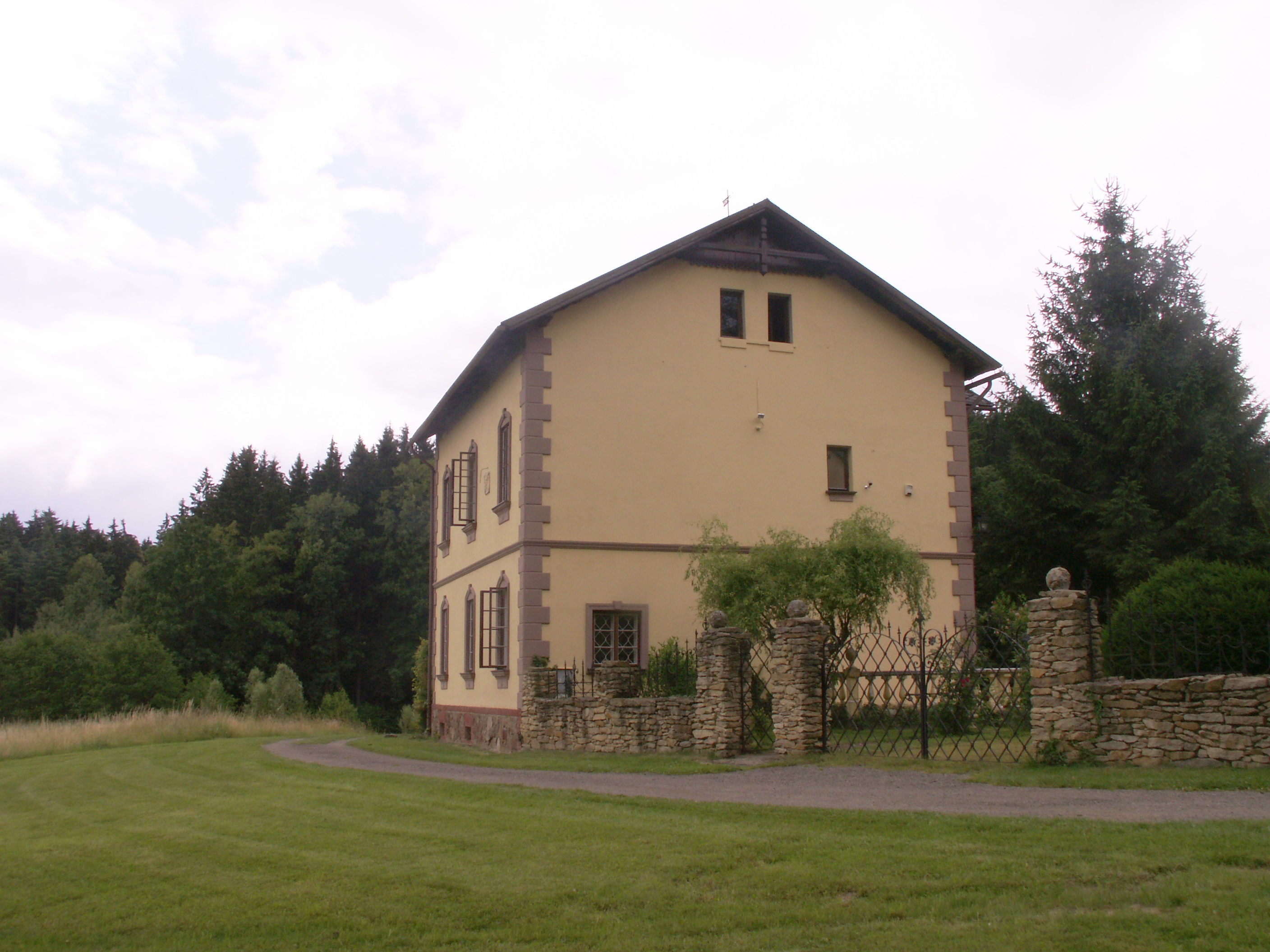
Glasmeisterhaus

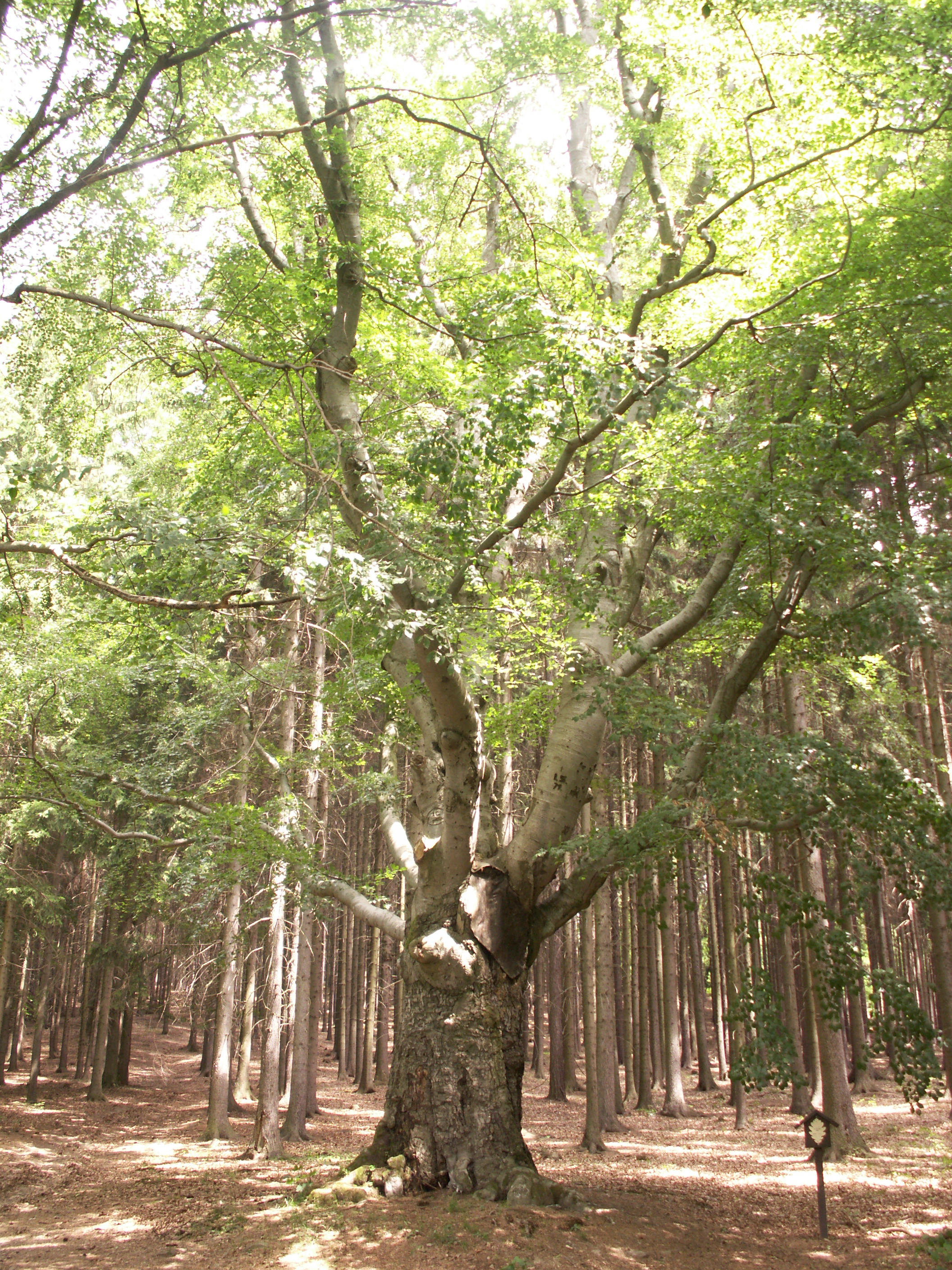
Žižka-Buche

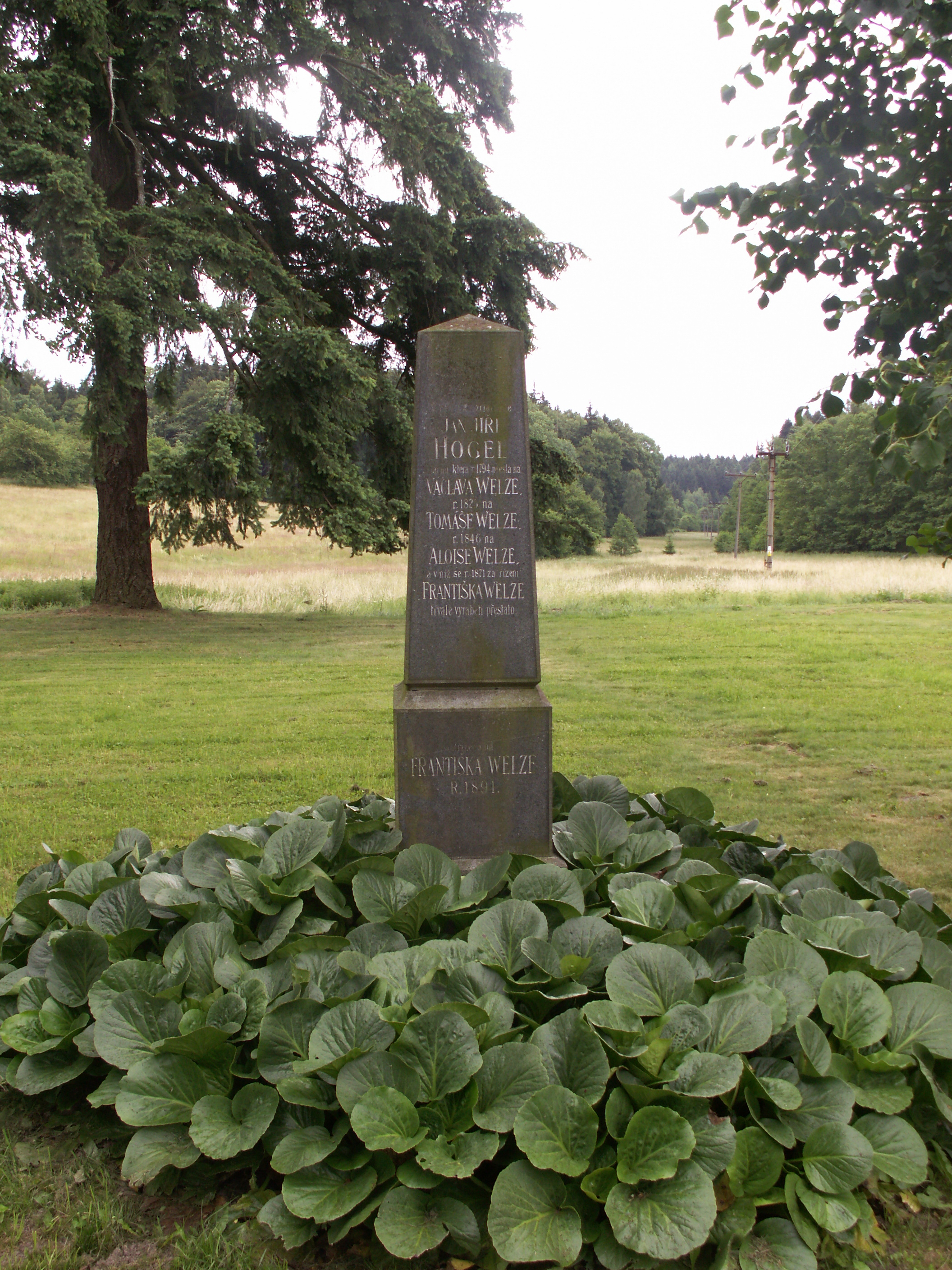
Denkmal der Glashüttenbesitzer

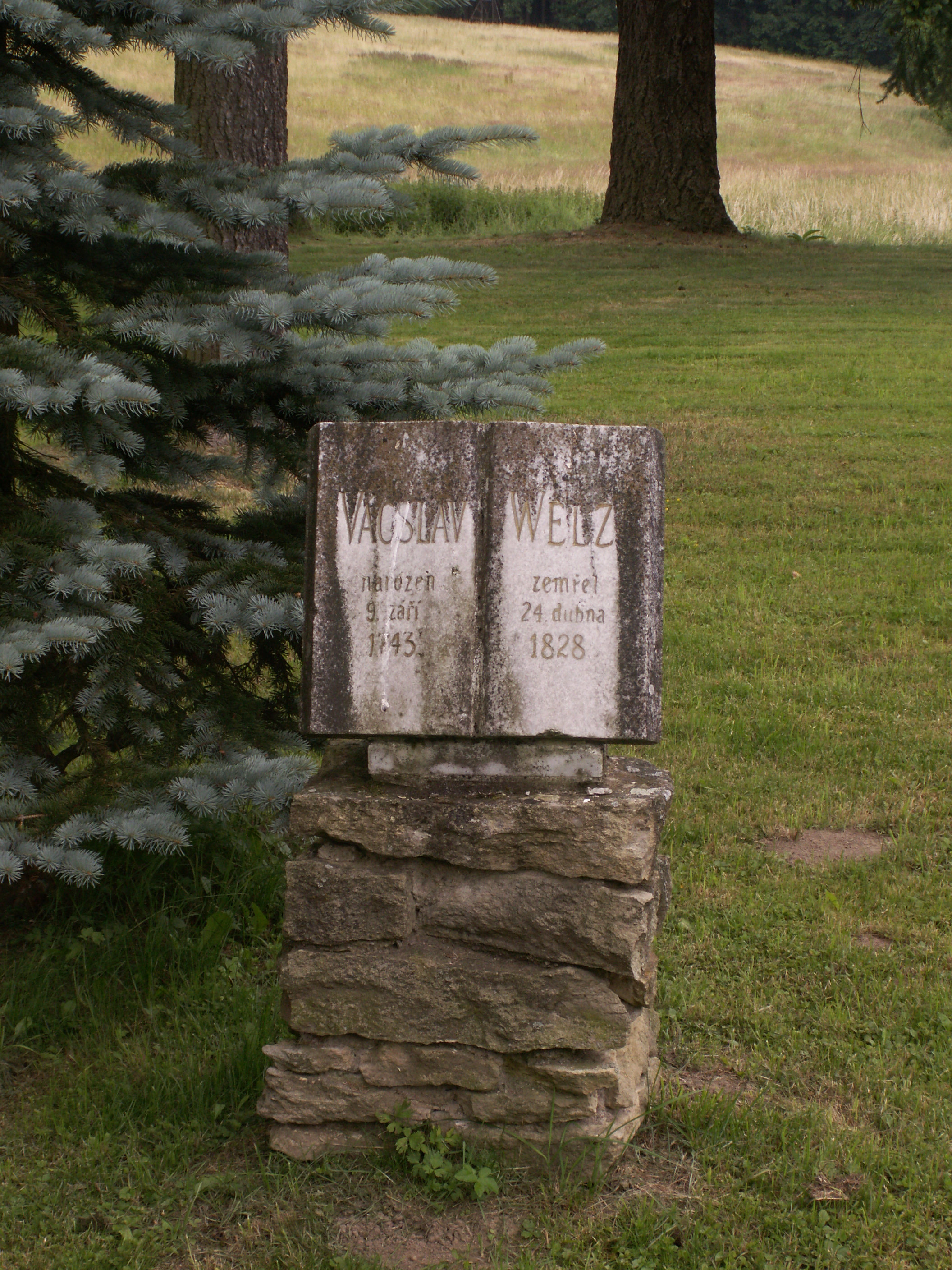
Gedenkstein für Václav Welz

Dobrá Voda (deutsch Guttenbrunn, auch Hogelhütte) ist ein Ortsteil der Gemeinde Malčín in Tschechien. Er liegt fünf Kilometer östlich von Světlá nad Sázavou und gehört zum Okres Havlíčkův Brod.

## Geographie
Dobrá Voda befindet sich am Bach Dobrovodský potok in der Hornosázavská pahorkatina (Hügelland an der oberen Sázava). Der Weiler liegt als Siedlungsinsel in einem Waldgebiet. Nördlich erhebt sich der Vršek (558 m n.m.), westlich der Sýkoří vrch (530 m n.m.) und die Malá Homole (547 m n.m.) sowie im Nordwesten die Homole (554 m n.m.).
Nachbarorte sind Malčín im Norden, Komárov und Janovec im Nordosten, Kopaniny und Mlýn Kozinec im Osten, Lučice, Potšelovi und Valečov im Südosten, Olešnice, Babice und Dobrá nad Sázavou im Süden, Pohleď und Závidkovice im Südwesten, Na Obci und Příseka im Westen sowie Homole und Služátky im Nordwesten.

## Geschichte
Die Gegend von Dobrá Voda war bis ins 17. Jahrhundert unbesiedelt. Der Überlieferung nach soll Jan Žižka 1422 vor der Einnahme und Zerstörung von Deutschbrod in den dichten Wäldern südlich von Malčín gelagert und aus der Quelle getrunken haben. 
Die erste Erwähnung der zur Herrschaft Habern gehörigen Siedlung Dobrá Voda stammt aus dem Jahre 1629. Benannt wurde sie nach einer Quelle mit besonders gutem Trinkwasser. 1723 errichtete der Glashüttenmeister Jan Jiří Hogel in Dobrá Voda die Böhmische Hütte, die für gewöhnlich Hogelhütte genannt wurde. Zwei Jahre später erwarb er die Siedlung Dobrá Voda mit den umliegenden Buchenwäldern von Adolph Felix von Pötting und Persing. 1802 verkaufte Adolph von Pötting und Persing die Herrschaft Habern mit den angeschlossenen Gütern Tieß und Zboží an Johann von Badenthal, von dem sie 1814 sein Sohn Joseph erbte.
Im Jahre 1840 bestand das im Caslauer Kreis gelegene Dorf Gutenbrunn bzw. Dobrawoda, auch Guttenbrunn und im Volksmund Hogelhütte bzw. Hoglowy Hutě genannt, aus 10 Häusern, in denen 74 tschechisch- bzw. deutschsprachige Personen lebten. Im Gegensatz zu den umliegenden bäuerlichen Dörfern war Gutenbrunn gemischtsprachig. Den größten Teil des Ortes nahm die herrschaftliche Glasfabrik mit ihren Nebengebäuden und Wohnungen für die Arbeiter ein. Pfarrort war Lutschitz. Bis zur Mitte des 19. Jahrhunderts blieb Gutenbrunn der Herrschaft Habern untertänig.
Nach der Aufhebung der Patrimonialherrschaften bildete Dobrá Voda/Guttenbrunn ab 1849 einen Ortsteil der Gemeinde Malčín im Gerichtsbezirk Habern. Ab 1868 gehörte der Ort zum Bezirk Časlau. Franz von Puthon, der 1862 die Grundherrschaft Habern mit Tieß und Zboží erworben hatte, verkaufte sie 1869 an Franz Altgraf von Salm-Reifferscheidt-Hainspach auf Světlá. 1869 hatte Dobrá Voda 112 Einwohner und bestand aus fünf Häusern. 1871 erfolgte die Schließung der Glashütte. Danach verließen fast alle Arbeiter Dobrá Voda, 1880 lebten nur noch 18 Leute in dem Dorf. Nach dem Tode des Franz von Salm-Reifferscheidt fiel die Grundherrschaft 1887 seiner Schwester Johanna verw. von Thun und Hohenstein auf Klösterle und Žehušice zu, 1892 erbte ihr Sohn Joseph Oswald von Thun-Hohenstein-Salm-Reifferscheidt den Großgrundbesitz. Im Jahre 1900 lebten in Dobrá Voda 24 Menschen, 1910 waren es 27. 1930 hatte Dobrá Voda 14 Einwohner und bestand aus fünf Häusern. 1949 wurde das Dorf dem Okres Ledeč nad Sázavou zugeordnet, seit der Gebietsreform von 1960 gehört es zum Okres Havlíčkův Brod. Beim Zensus von 2001 lebten in den 5 Häusern von Dobrá Voda 5 Personen.

### Glashütte
Im Jahre 1723 errichtete der Prager Bürger und Glasmeister Jan Jiří Hogel (Johann Georg Hogl), der in der Glashütte Benešov bei Černovice tätig war, in Dobrá Voda eine Glashütte, die als Böhmische Hütte (České hutě) firmierte, zumeist jedoch Hogelhütte genannt wurde und anfänglich Fenster- und Spiegelglas produzierte. 1725 erfolgte der landtäflige Kauf der Hütte und des Hüttenwaldes. Zwei Jahre später erbte Hogels Tochter Rosina die Glashütte. Nachdem die Herrschaft Habern den weiteren Betrieb der Hütte untersagt hatte, klagte Rosina Hogel 1737 erfolgreich dagegen und wurde in der Landtafel als Besitzerin der  Glashütte eingetragen. 1748 gründete sie in Schwarzwasser eine weitere Glashütte. Beide Hütten wurden von ihrem Sohn Ignác Režný geführt. In der Mitte des 18. Jahrhunderts wurde die Produktion auf Barockglas umgestellt und Kelche, Gläser, Flaschen, Fläschchen sowohl aus Klarglas als auch aus Waldglas gefertigt. Eine Zeichnung aus dem Jahre 1753 zeigt, dass die Glashütte größtenteils aus hölzernen Gebäuden bestand. Die Hogelhütte vererbte Rosina Hogel ihrer Tochter Marie, die mit dem Betreiber der Glashütte Neu Chrámboř bei Dobrnice, Glasmeister Kopp, verheiratet war. Deren Tochter Marie übernahm 1794 die Hogelhütte, ihr Mann Václav Welz war Musikant und verstand nichts von der Glasherstellung. Er holte zunächst den Glasmeister Michael Adler nach Guttenbrunn, später den Glasmeister Löffelmann aus Smrčná. Nachdem die Hütte schließlich eingegangen war, wurde sie 1825 durch den Sohn Tomáš Welz mit k.k. Landesprivileg wiederhergestellt. 1840 hatte sie neun Beschäftigte. Produziert wurde Hohlglas.
1846 übernahm Alois Welz die Glashütte, ihm folgte František Welz. Die Glasmacherfamilie Welz gründete mit der Antonienhütte bei Klostergrab an einem günstigeren Standort eine neue Glasfabrik; die Hogelhütte wurde 1871 stillgelegt. Das Glashüttengut besaß die Familie Welz noch bis zur Enteignung 1948.

## Ortsgliederung
Der Ortsteil Dobrá Voda ist Teil des Katastralbezirkes Malčín.

## Sehenswürdigkeiten
- Gedenkstein für die Besitzer der Glashütte
- Gedenkstein für den Glashüttenbesitzer Václav Welz (1743–1828)
- Žižkova studánka (Žižkabrunnen)
- Žižkův buk (Žižka-Buche), der 500- bis 600-jährige Baum hat einen Stammumfang von 4,80 m.
- Jan-Žižka-Denkmal
- Glasmeisterhaus